# Hoplon

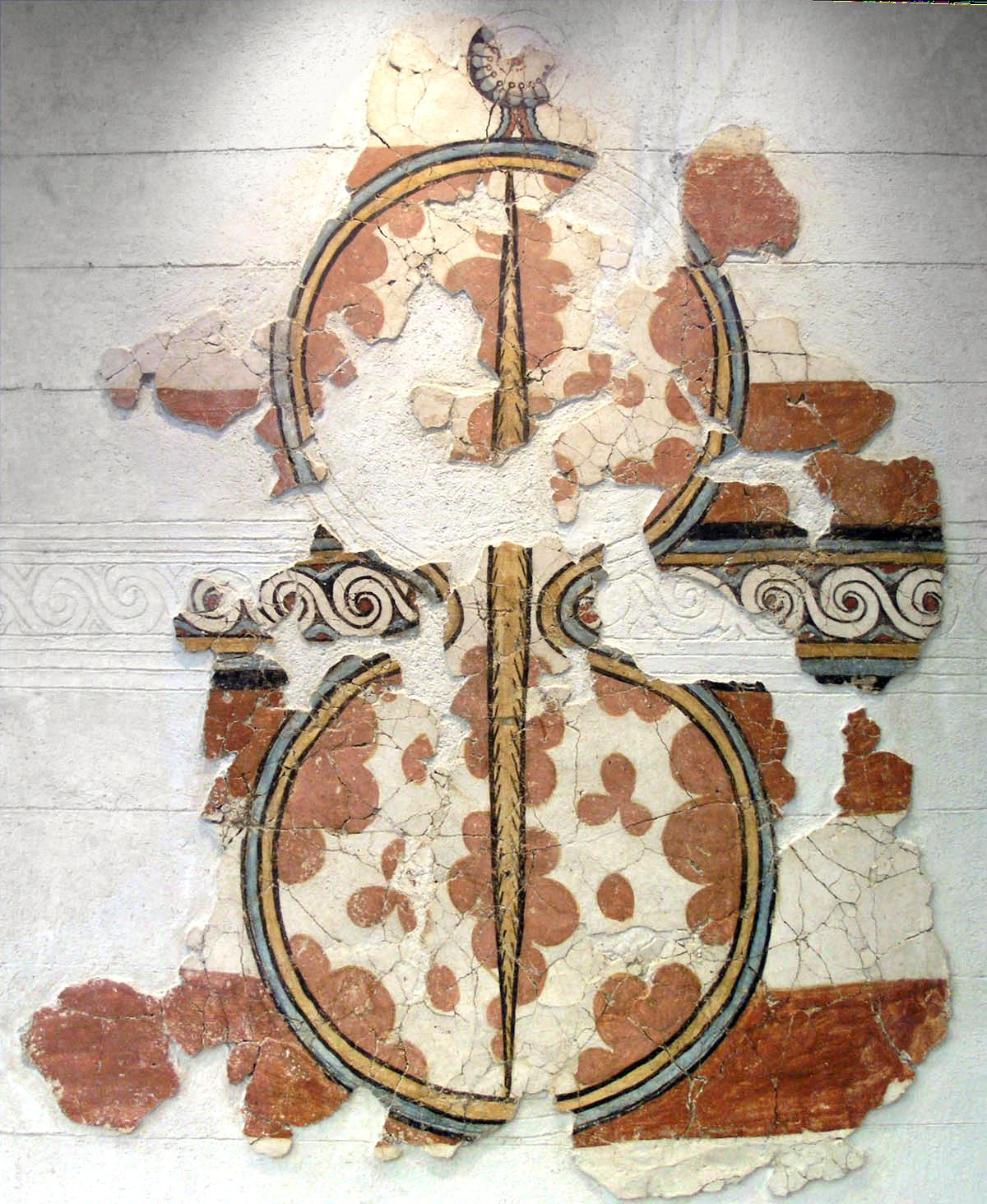
Tarcza w kształcie ósemki

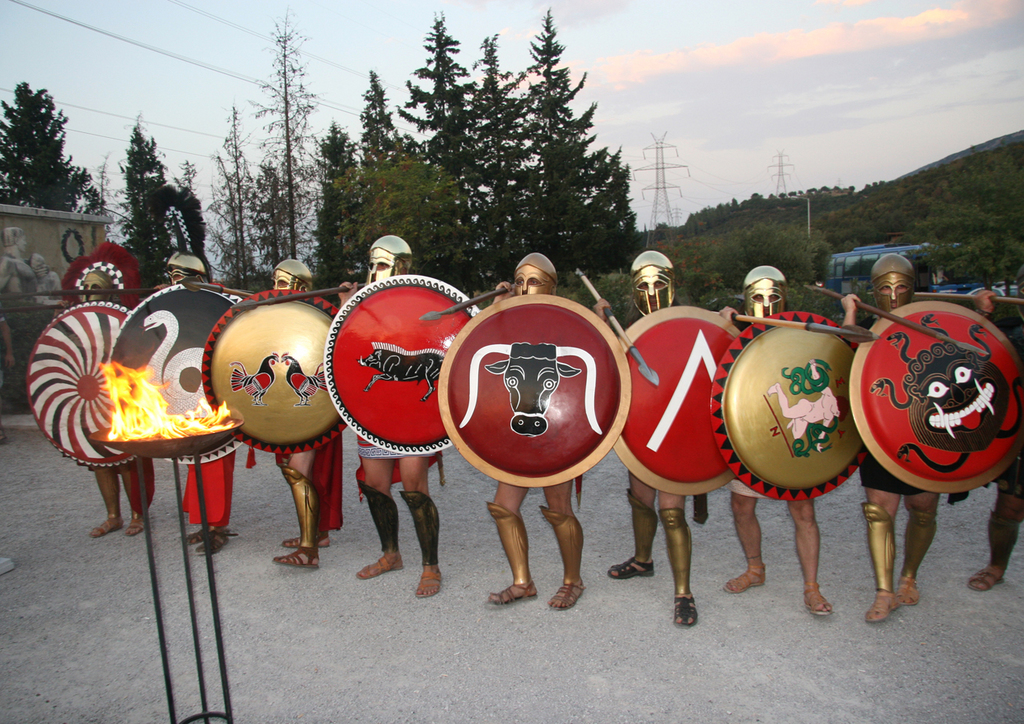
Współczesne rekonstrukcje tarcz i zdobień

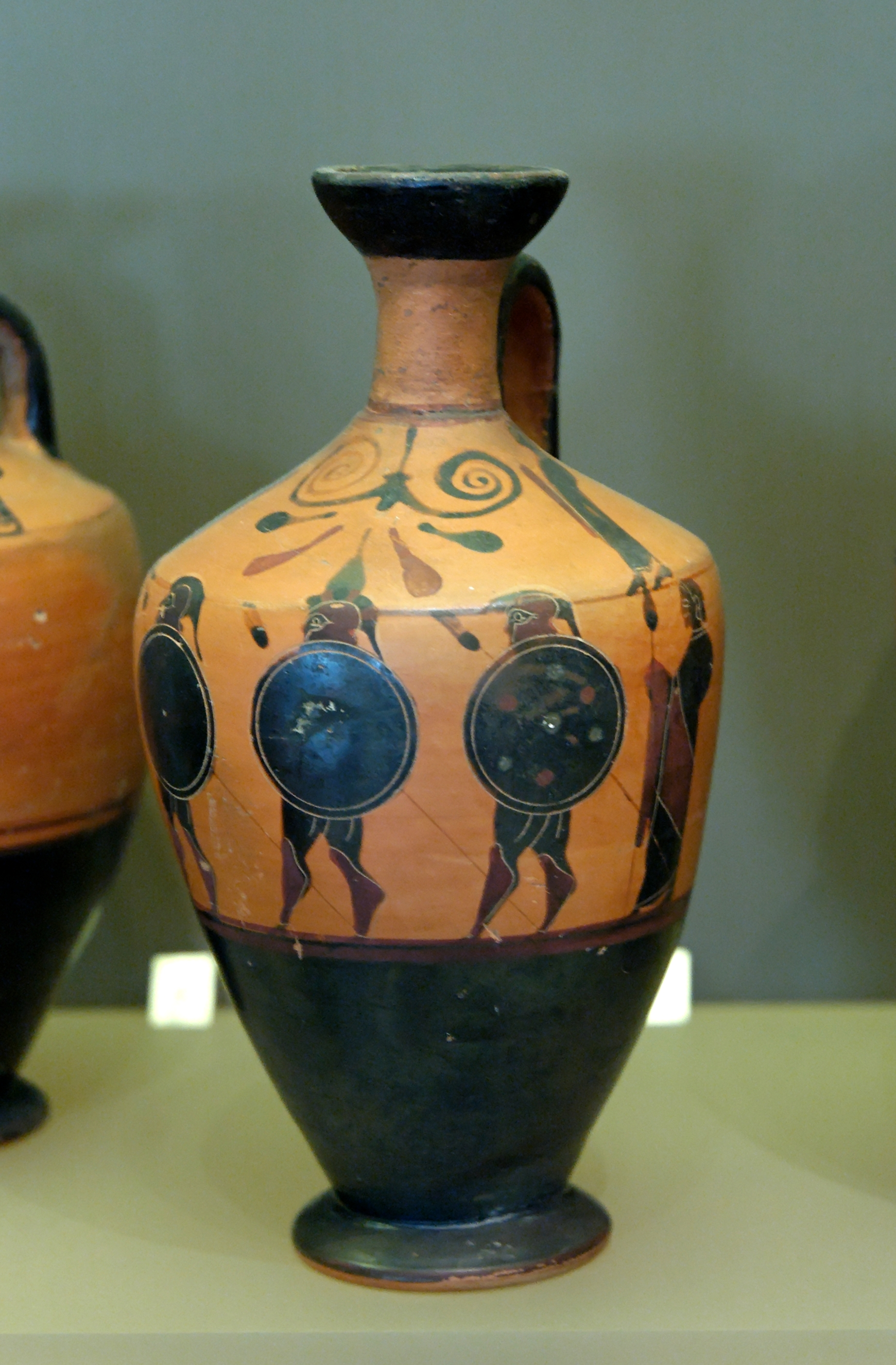
Hoplici z tarczami na ceramice z epoki

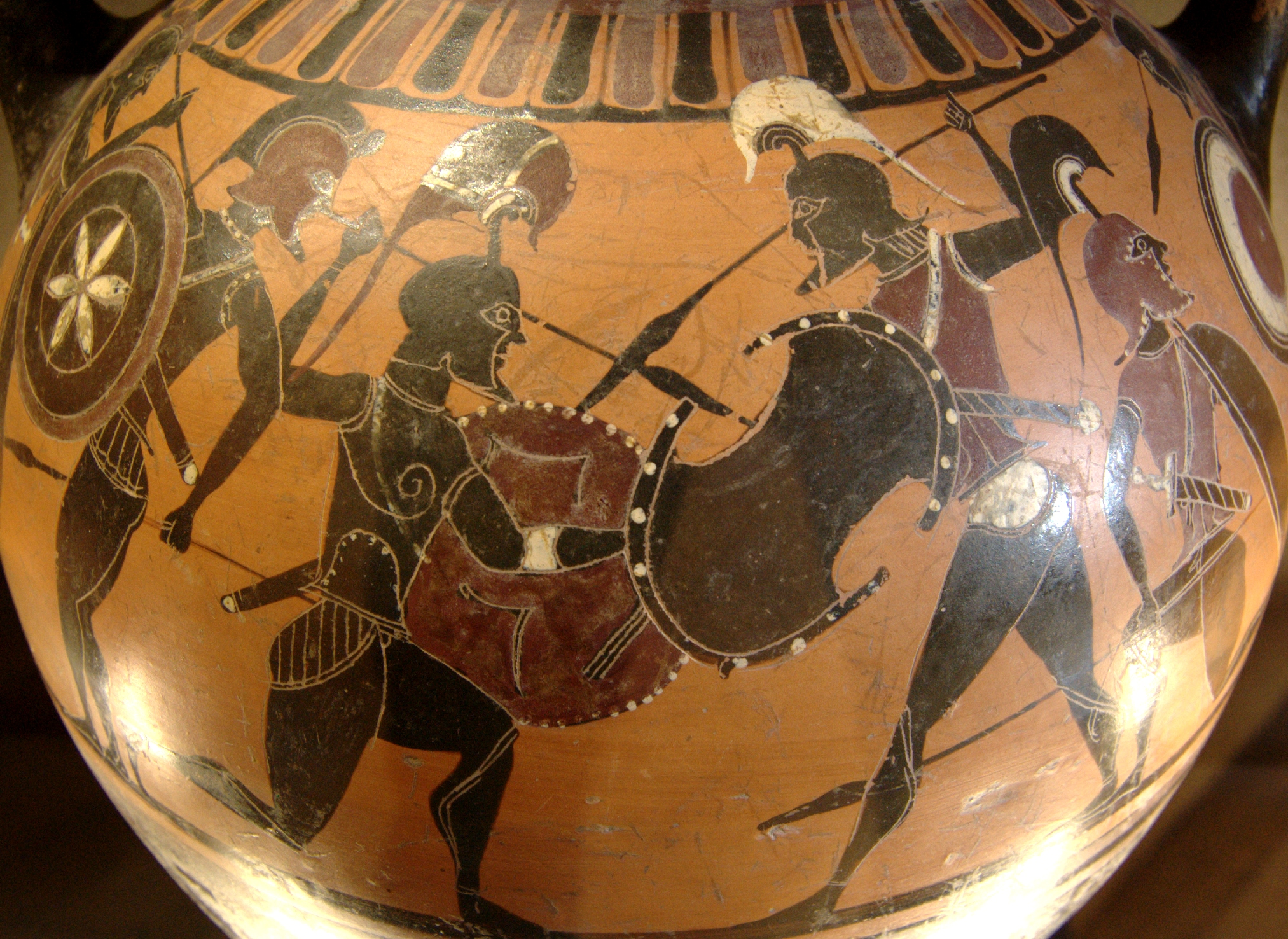
Walka. Jeden wojownik ma tarczę z wcięciami

Hoplon (stgr. ὅπλον – hoplon) przez samych Greków częściej zwana aspis (stgr. ἀσπίς) – okrągła tarcza, stosowana pomiędzy VII a III wiekiem p.n.e. przez żołnierzy greckich, w szczególności przez ciężkozbrojnych piechurów spartańskich, zwanych hoplitami od tarczy, którą nosili.
Przy konstrukcji aspisu używano drewna dębowego, które następnie pokrywano skórą (od wewnątrz) oraz byczą skórą i brązem (od zewnątrz), przede wszystkim na brzegach. Wierzch tarczy często ozdabiano figuralnym znakiem indywidualnym, najczęściej malowano głowę Meduzy, ideogram bądź inicjał danego miasta-państwa (polis), np. sowy Aten. Najstarszy taki inicjał: "Λ" (Lacedemon – Sparta) jest datowany na rok (przypuszczalnie) 560 p.n.e.
Hoplon od dawniejszych tarcz z czasów heroicznych, zwanych też homeryckimi, odróżniał się dwoma uchwytami: pośrodku dla przedramienia tuż poniżej łokcia oraz blisko krawędzi dla dłoni – stąd duża średnica (ok. 90 cm) oraz waga (od 5 do 12 kilogramów). Sama waga tarczy czyniła z niej niebezpieczną broń. Pchnięcie nią mogło powalić przeciwnika, natomiast uderzenie jej kantem mogło złamać kończynę lub rozbić czaszkę. Tarcza osłaniała ciało wojownika od podbródka do kolan. Czasami do dolnej części hoplonu mocowano skórzaną "zasłonę", chroniącą odkryte części nóg przed strzałami i inną bronią miotaną. Pojawienie się "zasłony" czasami wiązane jest z najazdami Persów, ale stosowano je jeszcze do I w. n.e., co wskazuje na ich związek ze wzrostem znaczenia lekkiej piechoty, posługującej się bronią miotaną. Oprócz uchwytów na rękę, tarcza miała też pętlę, pozwalającą na czas marszu zawieszać ją na plecach, przez ramię. Aspisy były używane zarówno przez żołnierzy lądowych, jak i wojowników stanowiących załogi statków.
Spartiaci stosowali hoplony (aspisy) do walki w szyku, zwanym falangą grecką. Hoplita stawał w szeregu bardzo blisko kolegów w ten sposób, że jego tarcza zachodziła na tarczę tego z lewej i kryła się pod krawędzią tarczy tego z prawej. Powodowało to naturalne przesunięcie sąsiednich wojowników nieco do tyłu, w lewą stronę i poruszanie się lekko skośnymi szeregami. Maksymalne zacieśnienie formacji spowodowało też konieczność operowania tylko jednym rodzajem broni – włócznią – ponieważ w panującym ścisku nawet użycie miecza było niemożliwe. Znad takiego "muru" tarcz hoplici zadawali przeciwnikowi ciosy ostrzami 2-2,5-metrowych włóczni skośnie ku dołowi, mierząc w twarze, torsy i ramiona. Jak podkreślał poeta Tyrtajos, opiewający w swych pieśniach falangę hoplitów, żołnierz miał stać ramię w ramię z kolegami z falangi i nie porywać się na samodzielne, bohaterskie wyczyny. Achilles nie byłby w czasach falangi bohaterem, a wręcz szkodnikiem, rozbijającym zwarty blok falangi.
Ze względu na rozmiary i ciężar tarcza była porzucana podczas ucieczki z pola walki. Ponieważ brak tarczy sugerował dezercję, Spartiata mógł wrócić z bitwy bez hełmu czy włóczni, ale nie bez tarczy, za brak której karano nawet śmiercią. Fakt ten podkreśla znane powiedzenie: z tarczą lub na tarczy (ἢ τὰν ἢ ἐπὶ τᾶς, Ḕ tā̀n ḕ epì tâs, dosł. "[wróć] albo z nią, albo na niej").
Coraz częściej na wyposażeniu hoplitów pojawiały się tarcze mające po bokach wcięcie. Podczas walki w zwartym szyku ułatwiało ono przejście włóczni i manipulowanie nią.
Zwycięstwa falangi greckiej w wojnach perskich były możliwe dzięki elementowi nacisku – parcia masy ciężkozbrojnej piechoty na lżejsze z natury formacje przeciwnika, który próbował zasłaniać się trzcinowymi tarczami o niewielkiej odporności na przebicie.
W połowie III wieku p.n.e. falangę grecką zastąpiła falanga macedońska, inaczej wyposażona i inaczej walcząca.